# 弗格罗勒
弗格罗勒（法語：Feuguerolles，法語發音：[føɡ(ə)ʁɔl] ⓘ）是法国厄尔省的一个市镇，位于该省中部，属于埃夫勒区。

## 地理
弗格罗勒（49°7'49"N, 1°2'36"E）面积8.2 平方千米，位于法国诺曼底大区厄尔省，该省份为法国北部内陆省份，北起滨海塞纳省，西接奧恩省和卡爾瓦多斯省，南至厄尔-卢瓦省，东临瓦兹省、瓦兹河谷省和伊夫林省。
与弗格罗勒接壤的市镇（或旧市镇、城区）包括：贝朗日维尔-拉康帕涅、卡纳普维尔、埃科维尔、基特伯夫、圣奥班代克罗斯维尔、维莱特。
弗格罗勒的时区为UTC+01:00、UTC+02:00（夏令时）。

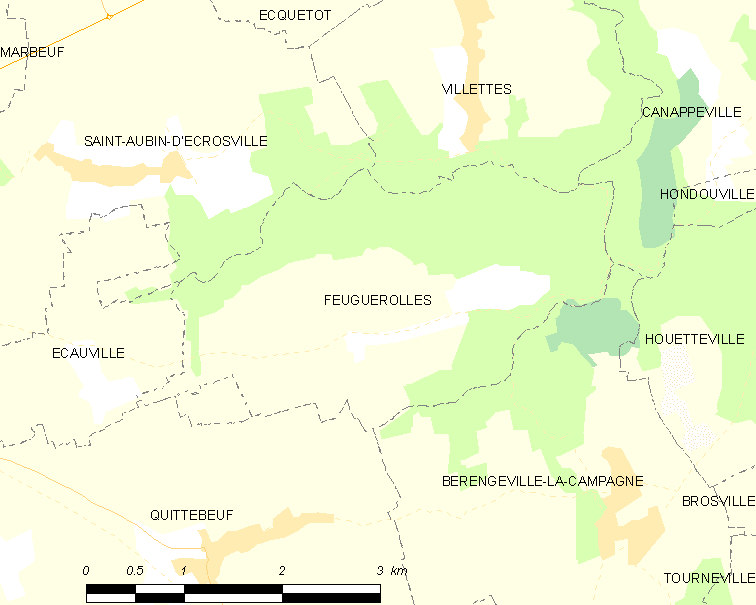
弗格罗勒的OSM定位图

## 行政
弗格罗勒的邮政编码为27110，INSEE市镇编码为27241。

## 政治
弗格罗勒所属的省级选区为勒讷堡县。

## 交通
厄尔省省道D60线和D113线在境内交汇。

## 人口

1962-2008年间弗格罗勒人口变化图示

弗格罗勒于2022年1月1日时的人口数量为169人。